# Алфераки, Михаил Михайлович
Михаи́л Миха́йлович Алфераки (9 [21] июля 1889, Царское Село, Санкт-Петербургская губерния — 19 декабря 1958, Греция) — есаул лейб-гвардии Казачьего полка, герой Первой мировой войны.

## Биография
Из потомственных дворян. Сын камергера Михаила Николаевича Алфераки и жены его Марии Николаевны Грековой (ум. 1911).
В 1906 году поступил в Пажеский корпус, по окончании курса которого 6 августа 1909 года произведен был из камер-пажей в хорунжие лейб-гвардии Казачьего полка. Произведен в сотники 6 декабря 1913 года.
В Первую мировую войну вступил в рядах лейб-гвардии Казачьего полка. Был ранен 31 января 1915 года. Пожалован Георгиевским оружием
За то, что, будучи в чине сотника, в бою 31 августа 1915 года, командуя 2 пулеметами лейб-гвардии Казачьего полка на правом фланге позиции, занятой спешенными сотнями между д. Госпоришки и д. Троки, по собственной инициативе, жертвуя собой, под огнем тяжелой артиллерии, разрушившей наши окопы, после того, как занимавшие их части отошли, остался на позиции без прикрытия; лично повернул свой пулемет вдоль окопов и лично же открыл огонь по накапливающимся в занятом окопе немцам. Будучи ранен последовательно четырьмя пулями в голову, причем одной из них разрывной, продолжал стрелять, не давая немцам распространиться с фланга и дал возможность спешенным казакам отойти. Стрелял, пока пулемет не пришел в негодность, а он не стал терять сознания; после чего был вынесен двумя оставшимися с ним пулеметчиками.
Произведен в подъесаулы 29 мая 1916 года. 18 октября 1916 года назначен адъютантом войскового наказного атамана войска Донского, с оставлением в списках полка. 10 июля 1917 года назначен командующим 2-й сотней лейб-гвардии Казачьего полка, а 19 сентября того же года произведен в есаулы «за выслугу лет».
В Гражданскую войну участвовал в Белом движении в составе Донской армии. В начале 1920 года эвакуировался из Новороссийска на корабле «Борис». Был произведен в полковники. Вышел в отставку 24 июня 1920 года.
В эмиграции в Греции. Служил в частных компаниях. Принимал деятельное участие в создании Афинской казачьей станицы, был членом правления станицы. Состоял членом Союза русских военных инвалидов. Скончался в 1958 году. Похоронен на русском кладбище в Пирее.
Был женат на Татьяне Петровне Яновой (1895—1983), дочери генерал-майора П. И. Янова (1864—1937). Детей в браке не было.

## Награды
- Орден Святого Станислава 3-й ст. (1913)
- Орден Святой Анны 4-й ст. с надписью «за храбрость» (ВП 16.02.1915)
- Орден Святой Анны 3-й ст. с мечами и бантом (ВП 8.03.1915)
- Орден Святого Станислава 2-й ст. с мечами (19.11.1915)
- Георгиевское оружие (ВП 10.02.1917)

иностранные:
- английский Военный крест.